# Ronald Campbell Gunn
Ronald Campbell Gunn, FRS, (4 de abril de 1808 - 13 de marzo de 1881) fue un botánico y político australiano de origen sudafricano.

## Primeros años
Gunn nació en Ciudad del Cabo, Colonia del Cabo, (ahora Sudáfrica), fue hijo de William Gunn, teniente en el 72 Regimiento, y su esposa Margaret, de soltera Wilson. Gunn acompañó a su padre a Mauricio, las Indias Occidentales, y Escocia, donde se educó. Gunn se fue al Royal Engineers en Barbados, pero alejó de allí en 1829 para ir a la Tierra de Van Diemen (hoy Tasmania), donde obtuvo el cargo de superintendente de las barracas para condenados en Hobart Town.

## Carrera
En 1830, se convirtió en superintendente de convictos para North Tasmania en Launceston. En 1831 Gunn conoció a uno de los primeros botánico de Tasmania, Robert William Lawrence (1807-33), quien influyó en su interés para la botánica y lo puso en contacto con Sir William Jackson Hooker y el Dr. Lindley, con quien mantuvo correspondencia durante muchos años. En 1836, Gunn fue nombrado magistrado de policía en Circular Head. Desde allí visitó Port Phillip y Western Port y también viajó mucho en Tasmania. Se convirtió en asistente del magistrado de la policía en Hobart Town en 1838, y en 1839 secretario privado de sir John Franklin y secretario de los consejos ejecutivos y legislativos. En 1841 renunció a estos trabajos para hacerse cargo de las fincas de William Effingham Lawrence, y pasó mucho tiempo investigando la flora de Tasmania. Pero sus intereses no se limitaban a la botánica; se convirtió en un científico en general e hizo colecciones de mamíferos, aves, reptiles y moluscos, para el Museo Británico.
Retomando el estudio de la geología, Gunn fue contratado por el gobierno para informar sobre los campos de minería, y también en los recursos generales de la colonia. En 1864 Gunn fue nombrado un comisionado para la selección de la sede del gobierno en Nueva Zelanda. Posteriormente se convirtió en registrador en Launceston, manteniendo esta posición hasta 1876 cuando se retiró debido a problemas de salud. Gunn murió en Newstead, cerca de Launceston, tras una larga enfermedad, el 13 de marzo de 1881. Se convirtió en miembro de la Sociedad Linneana de Londres en 1850, y fue elegido miembro de la Royal Society de Londres, en 1854.
Gunn era un botánico de primer nivel y científico en general. Sir William Jackson Hooker, quien dedicó su Flora Tasmaniae a Gunn, y otro botánico de Tasmania, William Archer (1820 a 1874), habla de Gunn en su ensayo introductorio diciendo: 'Hay pocas plantas de Tasmania que el Sr. Gunn no ha visto con vida, señalando sus hábitos en vivo, y recogidas grandes cantidades de especímenes con tacto singular y juicio. Todas ellas han sido transmitidos a Inglaterra. . . acompañadas con notas que muestran notables poderes de observación y una facilidad para apoderarse de datos importantes en la fisonomía de las plantas, como pocos botánicos experimentados poseen'.
Aunque competente, Gunn publicó poco. Con el Dr. John E. Gray, fue responsable de un papel "Notices accompanying a Collection of Quadrupeds and Fish from Van Diemen's Land", y él era el autor de unos papeles sobre la geología y la botánica de esa isla. Cuando era el secretario privado a Sir John Franklin ayudó en la fundación, y fue editor de la Tasmanian Journal of Natural Science, que registró ponencias en la casa de gobierno. A partir de estos inicios surgió la Sociedad Real de Tasmania. El Tasmanian Journal fue sucedido por Proceedings of the Royal Society of Van Diemen's Land, en la que aparecieron algunos de los pocos escritos de Gunn. También se desempeñó en las dos cámaras del Parlamento de Tasmania entre 1855 y 1860. Fue muy querido y respetado y puede ser clasificado como el más eminente de los botánicos de Tasmania. Gunn murió el 13 de marzo de 1881 en Newstead House y fue enterrado en el cementerio presbiteriano, de Launceston.

## Honores

### Eponimia
Es honrado por los géneros Gunniopsis y Gunnia, y muchas especies.
- La abreviatura «Gunn» se emplea para indicar a Ronald Campbell Gunn como autoridad en la descripción y clasificación científica de los vegetales.[1]